# Benedek Fliegauf
Benedek "Bence" Fliegauf (Budapest, 15 de agosto de 1974) es un director de cine y guionista húngaro. Inició su carrera a finales de la década de 1990 en la creación principalmente de documentales y cortometrajes. En 2002 estrenó su primer largometraje, Forest, exhibido en el Festival Internacional de Cine de Berlín. En 2010 estrenó Womb, en la que los reconocidos actores Eva Green y Matt Smith fueron los protagonistas.

## Filmografía

### Como director
| Año  | Título                        | Notas        |
| ---- | ----------------------------- | ------------ |
| 1999 | Border line                   | Documental   |
| 2000 | Talking Heads                 | Cortometraje |
| 2001 | Is there life before death?   | Documental   |
| 2001 | Hypnosis                      | Cortometraje |
| 2002 | Forest                        | Largometraje |
| 2003 | The Line                      | Cortometraje |
| 2003 | Dealer                        | Largometraje |
| 2004 | Európából Európába            | Documental   |
| 2004 | A sor                         | Cortometraje |
| 2004 | Pörgés                        | Cortometraje |
| 2007 | Miky Way                      | Largometraje |
| 2008 | Csillogás                     | Documental   |
| 2010 | Womb                          | Largometraje |
| 2012 | Just the Wind                 | Largometraje |
| 2016 | Lily Lane                     | Largometraje |
| 2021 | Forest – I See You Everywhere | Largometraje |